# Среднекирменское сельское поселение
Среднекирменское се́льское поселе́ние — муниципальное образование в Мамадышском районе Татарстана Российской Федерации.
Административный центр — село Средние Кирмени.

## История
Статус и границы сельского поселения установлены Законом Республики Татарстан от 31 января 2005 года № 35-ЗРТ «Об установлении границ территорий и статусе муниципального образования "Мамадышский муниципальный район" и муниципальных образований в его составе».

## Население
| 2010 | 2011 | 2012 | 2013 | 2014 | 2015 | 2016 |
| ---- | ---- | ---- | ---- | ---- | ---- | ---- |
| 554  | ↘551 | ↘535 | ↘531 | ↗536 | ↘516 | ↘511 |
| 2017 | 2018 |      |      |      |      |      |
| ↘495 | ↘489 |      |      |      |      |      |

## Состав сельского поселения
| № | Населённый пункт | Тип населённого пункта       | Население |
| - | ---------------- | ---------------------------- | --------- |
| 1 | Алан             | деревня                      | 3         |
| 2 | Арташка          | село                         | 130       |
| 3 | Средние Кирмени  | село, административный центр | 391       |